# 黄沙镇 (修水县)
黄沙镇，是中华人民共和国江西省九江市修水县下辖的一个乡镇级行政单位。

## 行政区划
黄沙镇下辖以下地区：
黄沙社区、彭桥村、泉源村、黄沙桥村、李村、岭斜村、下高丽村、付家铺村、长坑村、下朗田村、汤桥村、石咀村、瑶村和修水汤桥渔种场生活区。